# Ábside de la Seo de Urgel
El Ábside de la Seo de Urgel son unas pinturas murales al fresco románicas que datan del segundo cuarto del siglo XII y proceden de la iglesia antiguamente llamada de San Pedro de la Seo de Urgel (hoy San Miguel y San Pedro), la cual forma parte del complejo catedralicio de Santa María de Urgel. Actualmente los frescos originales se exponen en el Museo Nacional de Arte de Cataluña, ya que la Junta de Museos la adquirió en la campaña de 1919-1923. Muestra partes bastante desgastadas.

## Composición
El fresco representaba una gran teofanía inspirada en los libros del Evangelio y del Apocalipsis. Siguiendo la interpretación bíblica, Cristo se sostiene de pie dentro de la mandorla central, con la tierra simbolizada en sus pies.  A su alrededor se encuentran las figuras del tetramorfos, pero solo se conservan prácticamente enteros el águila de Juan y el toro de Lucas. La escena evoca tanto la ascensión de Jesucristo como su futuro regreso triunfal al final de los tiempos, según la creencia cristiana.
En la franja de abajo —separada de la representación de Cristo por una clásica greca— se representan sucesivamente uno al lado del otro María, madre de Jesús —curiosamente con una corona en la mano, que simboliza el reino de los cielos, un elemento iconográfico poco habitual— y los santos apóstoles Pedro, con sus llaves, Andrés con su cruz, Juan el Evangelista imberbe y con el libro y Pablo apóstol de los gentiles, que asisten a la aparición de Dios.
Estilísticamente hay que remarcar que el mural se hizo bajo la influencia de estilos diversos procedentes tanto de Lombardía, como de Occitania y el Peitieu. La relación con la pintura románica catalana se ha de buscar en la pintura sobre tabla, por ejemplo en los frontales de altar de la Seo de Urgelo, de Ix y en el de Tavèrnoles,-expuesto, precisamente en el MNAC junto con este  ábside-.